# إرادة الحياة (قصيدة)
إرادة الحياة، قصيدة من بحر المتقارب نظمها أبو القاسم الشابي في 26 جمادى الأولى 1352 هـ الموافق 16 سبتمبر 1933، وتُعدّ من أشهر القصائد في الشعر العربي الحديث. تستخدم الأبيات الأولى من القصيدة في النشيد الوطني التونسي.كما قامت لطيفة بغناء بعض أبيات القصيد بألحان جمال سلامة، وأنشد (بعض) أبياتها كذلك المنشدان يحيى حوى وصالح اليامي.

## شرح القصيدة
إذا الشعب يوما أراد الحياة فلا بد أن يستجيب القدر
إذا أراد الشعب أن يعيش حرا كريما. فلا بد أن تجري الأمور وفق إرادته ويحقق مراده
ولا بد لليل أن ينجلي ولا بد للقيد أن ينكسر
صور الاستعمار وقد رحل ليلا ينجلي (يزول) وصور الظلم وقد زال.
ومن لم يعانقه شوق الحياة تبخر في جوها واندثر
صور شوق الحياة إنسان يعانق. وصور زوال الإنسان وهلاكه تبخر الذي يخرج من السائل ولا يترك أثرا في نهاية تبخره.
كذلك قالت لي الكائنات وحدثني روحها المستتر
صور الكائنات الكونية إنسانا يخاطب الشاعر كما صور المعاني المستترة فيها إنسانا يحدثه ويتعلم منه.
ودمدمت الريح بين الفجاج وفوق الجبال وتحت الشجر
صور الرياح إنسانا غاضبا.صوته مدو في الطرقات والمنخفضات وفوق الجبال وتحت الشجر.
إذا ما طمحت إلى غاية ركبت المنى ونسيت الحذر
صور المنى لباسا يرتدى. وصور الحذر لباسا يخلع.ويلقى بعيدا.
ومن يتهيب صعود الجبال يعش ابد الدهر بين الحفر
صور حال الإنسان الذي لا يحب الحياة الكريمة فيعيش حياته متعثرا بين الحفر ولا يقوى على النهوض.
فعجت بقلبي دماء الشباب وضجت بصدري رياحٌ آخر
صور قلبه الطموح وقد امتلأ بدماء الشباب حيوية ونشاطا. كما صور الآمال التي يتمناها رياحا تضج بصدره. والمقصود حبه للبذل والعطاء.
وأطرقت أصغي لقصف الرعود وعزف الرياح ووقع المطر
صور صوت الرياح صوت عود يعزف. وصور صوت الرعود صوت تكسر الشجر.وصوت المطر صوت إيقاع رقص.أو غناء أو نشيد.
وقالت لي الأرض لما سألت أيا أم هل تكرهين البشر؟
صور الأرض أما يسائلها
أبارك في الناس أهل الطموح ومن يستلذ ركوب الخطر.
صور الأرض أما تجيبه. وصور الخطر دابة تركب.
هو الكون حيٌ يحب الحياة ويحتقر الميت مهما كبر.
صور الكون إنسانا حيا. كما صور الإنسان الكسول الخامل ميتا مندثراً.
فلا الأفق يحضن ميت الطيور ولا النحل يلثم ميت الزهر.
صور الأفق إنسانا يرفض أن يحضن ميت الطيور. كما صور النحل إنسانا لا يلثم ميت الزهر.
سالت الدجى: هل تعيد الحياة لما أذبلته ربيع العمر؟
صور الكائنات الحية وقد ضعفت شجره ذبلت وصور عمر الكائنات نباتا مونعا.
فلم تتكلم شفاه الظلام ولم تترنم عذارى السحر.
صور الظلام إنسانا لا يتكلم.كما صور الحسان في الليل صامته لا تترنم.
وقال لي الغاب في رقة محببة مثل خفق الوتر
صور الغاب إنسانا صوته رقيق عذب
وصور الصوت لحنا جميلا ينبعث من وتر آلة موسيقية.
يجيء الشتاء شتاء الضباب شتاء الثلوج شتاء المطر.
صور الشتاء وقد انتشر الضباب وسقط الثلج فغطى الأرض.ونزل المطر.
وتبقى البذور التي حملت ذخيرة عمر جميل غبر
معانقة وهي تحت الضباب وتحت الثلوج وتحت المدر
لطيف الحياة الذي لا يمل وقلب الربيع الشذي الخضر
صور البذور إنسانا يحمل سر وجوده.
وصور البذور وهي تحت الضباب.والثلوج والمدر.أناسا يعانقون طيف الحياة والربيع الأخضر.
ظمئت إلى النور فوق الغصون ! ظمئت إلى الظل تحت الشجر.
صور البذور إنسانا ظمآناً. كما صور النور ماء يبعث الحياة فيها.
وصورها إنسانا ظمآناً.كما صور الظل تحت الشجر ماء يرويها.
وما هو إلا كخفق الجناح حتى نما شوقها وانتصر.
صور حركة قدوم النور مثل حركة خفق جناح الطائر.
صور البذور إنسانا يتشوق إلى النور.
فصدعت الأرض من فوقها وأبصرت الكون عذب الصور
صور البذور إنسانا شق التراب والصخر من فوقه وخرج.
وصورها وقد أطلت إنسانا يبصر صور الكون العذبة.
وأعلن في الكون: أن الطموح لهيب الحياة.وروح الظفر!
صور صوتا قد اسمع الكون.وصور الطموح لهيبا يبعث الحياة في كل كائن
وصور الظفر إنسان روحه الطموح.
إذا طمحت للحياة النفوس فلا بد أن يستجيب القدر!
صور النفوس ذات الإرادة وهي تطمح للحياة الحرة.
وصور القدر إنسانا يستجيب لطموح النفوس ويحقق لها غاياتها.

## معارضة القصيدة
عارض جماعة القصيدة بحجة أنها تنافي عقيدة القضاء والقدر التي هي ركن من أركان الإيمان بحسب موقع إسلام ويب السلفي. وقد عارض القصيدة عالم من علماء الشيعة هو السيد عبد الرسول الحسيني الكفائي من علماء مدينة الكاظمية إحدى أهم المدن العلمية عند الشيعة فعارضها مشطراً:
(إذا الشـعب يومـاً أراد الحيــاة) بحكــم الإلــه وفيمـا أمــر
وجــاهد صدقـاً لنيــل رضــاه (فلابـدّ أن يسـتجيب القـدر)
وشطرها ثانية فقال:
(إذا الشـعب يومـاً أراد الحيــاة) بنـهج الرسـول والإثني عشر
وطبـق حكـم الكتـاب العزيــز (فلابـدّ أن يسـتجيب القــدر)

## مقالات ذات صلة
- نشيد الجبار أو هكذا غنى بروميثيوس (قصيدة)

## وصلات خارجية
(فيديو) إرادة الحياة بصوت لطيفة على يوتيوب
(فيديو) إرادة الحياة بصوت هدى على يوتيوب
(فيديو) إرادة الحياة بصوت صالح اليامي على يوتيوب
(فيديو) إرادة الحياة بصوت يحيى حوا على يوتيوب